# き
En la escritura japonesa, los caracteres silábicos (o, con más propiedad, moraicos) き (hiragana) y キ (katakana) ocupan el séptimo lugar en el sistema moderno de ordenación alfabética gojūon (五十音), entre か y く; y el 38.º en el poema iroha, entre さ y ゆ. En la tabla a la derecha, que sigue el orden gojūon (por columnas, y de derecha a izquierda), se encuentra en la segunda columna (か行, "columna KA") y la segunda fila (い段, "fila I").
Tanto き como キ provienen del kanji 幾.
Pueden llevar el acento dakuten: ぎ, ギ.

## Romanización
Según los sistemas de romanización Hepburn, Kunrei-shiki y Nihon-shiki:
- き, キ se romanizan como "ki".
- ぎ, ギ se romanizan como "gi".

## Escritura
| Escritura de き | Escritura de キ |

El carácter き se escribe con tres o cuatro trazos:
1. Trazo horizontal.
2. Trazo horizontal debajo del primero.
3. Trazo diagonal hacia abajo a la derecha, aunque casi vertical, que acaba en una curva en forma de C, parecido a un ¿ inclinado. A menudo este trazo se divide en dos: uno para la línea diagonal y otro para la curva.

El carácter キ se escribe con tres trazos:
1. Trazo horizontal.
2. Trazo horizontal debajo del primero.
3. Trazo diagonal hacia abajo a la derecha, aunque casi vertical.

## Otras representaciones
- Sistema Braille:

| ●－ －● |

- Alfabeto fonético: 「切手のキ」 ("el ki de kitte", donde kitte quiere decir sello)
- Código Morse: －・－・・

- Datos: Q40548
- Multimedia: き / Q40548